# ناحیه اکران، شهرستان بیگ استون، مینه‌سوتا
شهرستان اکران، بخش بیگ استون، مینه‌سوتا (به انگلیسی: Akron Township, Big Stone County, Minnesota) یک منطقهٔ مسکونی در ایالات متحده آمریکا است که در مینه‌سوتا واقع شده‌است.

## خصوصیات
شهرستان اکران ۱۳۸٫۰ کیلومترمربع مساحت و ۱۹۶ نفر جمعیت دارد و ۳۰۹ متر بالاتر از سطح دریا واقع شده‌است.